# ペトロフ (ピアノメーカー)
ペトロフ（Petrof）は、チェコ共和国のフラデツ・クラーロヴェーを本拠地とするピアノメーカーである。

## 歴史
1857年、アントニン・ペトロフは、ウィーンでピアノ工房を営む叔父ヨハン・ハインツマンの元でピアノ作りを学び始め、フリードリッヒ・エルバーやシュヴァイクホーファーといったその他の著名なピアノ製作者の下で修行した。1864年に故郷のフラデツ・クラーロヴェーに戻り創業し、父の工房で最初のコンサートグランドピアノを完成させた。その後、業界で初めて鋳造フレームを採用したり、当時まだ普及していなかったアップライトピアノの製造をいち早く始めるなど、斬新な技術と高い品質で名声を得た。1899年にオーストリア王室御用達を取得、1958年にはブリュッセル万博金賞を受賞。1948年に国有化され経営権は創業家の手を離れたが、1991年に4代目のヤン・ペトロフが経営者として復帰、2004年より5代目のズザナ・ツェラロヴァー・ペトロフォバー（Zuzana Ceralová Petrofová）が経営を引き継ぎ現在に至る。
ペトロフは1932年にエレクトロ-アコースティックピアノネオ-ベヒシュタインを生産するライセンスを取得し、ネオ-ペトロフ（Neo-Petrof）として販売した。ペトロフ工場は他のブランドも生産している。イジーコフ工場では、Weinbachブランドのピアノが事前に組み上げられ、最終的に中国で組み立てられる。この工場では第二次世界大戦までアウグスト・フェルスター社の工場があった（現在の拠点はレーバウ）。国営企業とペトロフ社は2000年までドイツのフェルスター社とは独立にこの工場でAugust Försterブランドのピアノを生産した。

## ブランド
2018年現在。
- ANT.PETROF[8]
- PETROF
- Ant. Dalibor[9]
- Weinbach[5]
- Rösler[10]
- SCHOLZE[11]
- FIBICH[12]
- AKORD[13]

## 使ったことがある著名なピアニスト
- 加古隆
- リチャード・クレイダーマン
- レイ・チャールズ
- 中村紘子
- オスカー・ピーターソン
- カウント・ベイシー
- 柴野さつき[14]
- スヴャトスラフ・リヒテル[15]

## 登場する作品
- 中村大三郎 「ピアノ」 (絵画, 1926年)[16]